# Vicencio Scarano Spisso

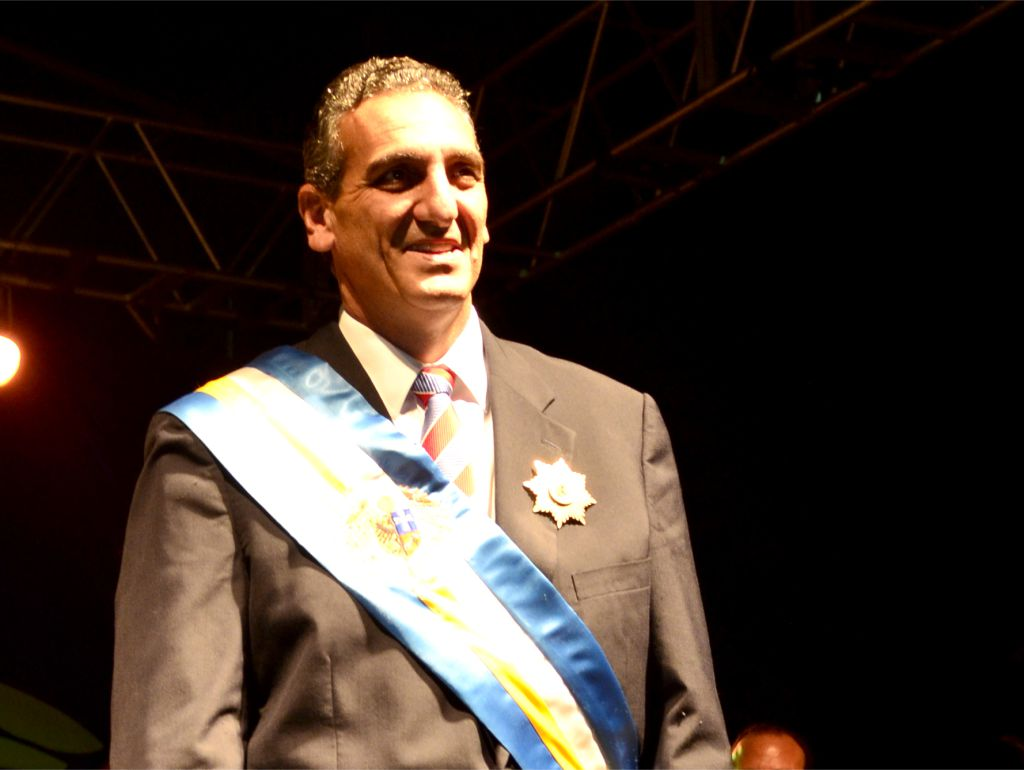
Vicencio Scarano Spisso

Vicencio (Enzo) Scarano Spisso (* 1963) ist ein venezolanischer Politiker und Unternehmer.

## Leben
Er wurde im Jahr 2004 mit 33,09 % der Stimmen als Bürgermeister der Gemeinde San Diego, im Bundesstaat Carabobo, gewählt. 2008 wurde er mit 71,08 % de Stimmen wieder gewählt. Er wiederholte 2013 mit 75,24 % der Stimmen.
Scarano beschuldigte der Nationalregierung, zu viel Gewalt gegen die Demonstranten anzuwenden.
Am 19. März 2014 verurteilte das Obergericht Scarano in einem Schnellverfahren zu zehneinhalb Monaten Haftstrafe, weil er nichts unternommen hätte, um die Barrikaden zu entfernen. Die Opposition protestierte und erklärte, die Nationalregierung wolle Scarano als Politiker ausschalten.
Herr Scarano ist der Leiter der Partei Cuentas Claras.